# كأس كاجولز 1934–35
وهي البطولة الحادية عشرة بعد أن بدأت البطولة موسم 1923/1924 وفاز بلقبها نادي القوة الجوية بعد فوزه على فريق اللاسلكي في المباراة النهائية التي أقيمت يوم 20 نيسان 1935 بهدف واحد وهي المرة الثالثة على التوالي لذلك احتفظ بكأس البطولة.